# 문사로
문사로(Munsa-ro)는 충청북도 진천군 진천읍 보탑사삼거리에서 백곡면 백곡삼거리를 잇는 도로이다.

## 주요 경유지
충청북도
- 진천군 (진천읍 . 백곡면)

## 노선
전구간이 지방도 제313호선에 속함.
| 이름         | 접속 노선              | 소재지 | 소재지 | 비고 |
| ------------ | ---------------------- | ------ | ------ | ---- |
| 보탑사삼거리 | 국도 제21호선 (금사로) | 진천군 | 진천읍 |      |
| 용소교       |                        | 진천군 | 진천읍 |      |
| 백곡삼거리   | 국도 제34호선 (백곡로) | 진천군 | 진천읍 |      |